# Duché de La Force
Le duché de La Force, pairie de France, fut créé en 1637 pour les membres de la famille de Caumont, seigneurs du village de La Force en Périgord.
Protestants, le père et les frères de Jacques Nompar de Caumont, premier duc de Caumont, sont tués en 1572 dans le massacre de la Saint-Barthélemy. La famille sert ensuite loyalement le roi de France sur les champs de bataille, mais n'en demeure pas moins protestante. 
La baronnie de La Force est érigée en marquisat en 1609, puis en duché-pairie en 1637.
Armand de Caumont meurt en 1764. Avec lui s'éteint le titre de duc de La Force. 
Le roi Louis XVI crée toutefois en 1787 un titre de duc à brevet (pour la durée de la vie du titulaire, non transmissible) du même nom pour un lointain cousin (issu d'une branche séparée avant la création du titre) qui avait épousé la petite-fille du dernier titulaire. Ce dernier est finalement nommé duc et pair par Louis XVIII et ce titre s'est éteint en 1838. 
Le titre créé en 1839 ne le fut pas à titre héréditaire.

## Ducs de La Force

Armes des ducs de La Force

1. Jacques Nompar de Caumont (v.1558-1652), neveu de Geoffroy de Caumont, baron puis marquis et enfin 1er duc de La Force, pair de France, seigneur de Castelnau, maréchal de France (1622). Fondateur en 1604 du château familial.
2. Armand Nompar de Caumont (v.1580-1675), fils du précédent, marquis puis duc de La Force (1652), pair de France, maréchal de France (1652).
3. Henri Nompar de Caumont (1582-1678), demi-frère du précédent, seigneur puis marquis de Castelnau, puis duc de La Force (1675), pair de France.
4. Jacques Nompar II de Caumont (1632-1699), petit-fils du précédent, baron de Boisse, puis duc de La Force (1678), pair de France, baron de Castelnau, de Caumont, de Tonneins, de Cugnac et de La Boulaie[1] où il est mort.
5. Henri Jacques Nompar de Caumont (1675-1726), fils du précédent, duc de Caumont, puis duc de La Force (1699), pair de France, baron de Castelnau, de Caumont, de Tonneins, de Boisse, de Cugnac et de La Boulaie[1], membre de l'Académie française (1715), de l'Académie des sciences (1718)
6. Armand Nompar II de Caumont (1679-1764), frère du précédent, marquis de Caumont, puis marquis, puis duc de La Force (1726), pair de France, marquis d'Agmé, baron de Castelnau, de Tonneins, de Boisse, de Cugnac et de La Boulaie[1], seigneur de Tassay[2].
7. Jacques Nompar III de Caumont (1714-1755), fils du précédent, marquis puis duc de La Force (dit de Caumont) (1730), pair de France.
8. Armand Nompar II de Caumont (1679-1764), père du précédent (reprise du duché), duc de La Force (1755).

## La branche de Caumont de Beauvilla, aujourd'hui de La Force, a relevé ce titre
La branche subsistante de  Caumont de Beauvilla devenue de Caumont-La Force, dont l'origine commune avec la précédente souvent contestée est depuis « à peu près démontrée », donna un rameau aîné dont un des membres fut créé duc à brevet (titre personnel et non héréditaire) de La Force en 1787 et duc héréditaire par ordonnance en 1817, titre éteint en 1838 avec ce rameau, et un rameau cadet fait pair de France, au titre de duc de La Force, en 1839, mais non héréditaire. 

### Rameau aîné: duc à brevet
1. Louis-Joseph Nompar de Caumont (1768-1838), marquis puis duc de La Force (duc à brevet, 1787), grand d'Espagne, maréchal de camp (1814), pair de France, lointain cousin et époux de la petite-fille du précédent. Il meurt sans postérité[3].

### Rameau cadet
1. François Philibert Bertrand Nompar de Caumont (1772-1854), duc de La Force en 1839 (titre non héréditaire), député, pair de France, frère du précédent.
2. Auguste Luc Nompar de Caumont (1803-1882), sénateur du Second Empire, fils du précédent.
3. Olivier Emmanuel de Caumont (1839-1909), fils du précédent (père de l'aviateur Jacques Nompar de Caumont La Force).
4. Auguste-Armand de Caumont (1878-1961), historien, membre de l'Académie française (1925).
5. Jacques de Caumont La Force (1912-1985)[5]
6. Henri Jacques Nompar de Caumont La Force (1944)

## Sources
- Gustave Chaix d'Est-Ange, Dictionnaire des familles françaises anciennes ou notables à la fin du XIXe siècle, tome 9, pages 56 à 60 Caumont-la-Force (de), pages 60 à 64 Caumont de Beauvilla, aujourd'hui de la Force (de), pages 64 à 65 Caumont de Lauzun (de)
- Mémoires authentiques de Jacques Nompar de Caumont, duc de La Force, 1843 . (source familiale)
- Auguste de La Force, Dix siècles d’histoire de France ; les Caumont la Force, 308 pages, Paris, Fasquelle, 1960,  (ISBN 9782706280573) (source familiale)